# Suillia flava
Suillia flava – gatunek muchówki z rodziny błotniszkowatych.
Gatunek ten opisany został w 1830 roku przez Johanna Wilhelma Meigena jako Helomyza flava.
Muchówka o ciele długości około 4 mm. Czułki jej mają pierzasto owłosioną aristę, przy czym długość włosków w części nasadowej aristy jest nie mniejsza niż szerokość trzeciego członu czułków. Tułów jej cechują: brak szczecinek barkowych, nieowłosione episternity przedtułowia, nagie propleury, pteropleury i mezopleury, tarczka owłosiona tylko na brzegach oraz brak włosków zatarczkowych. Skrzydła odznaczają się przyciemnionymi przednimi i tylnymi żyłkami poprzecznymi.
Owad znany z Hiszpanii, Irlandii, Wielkiej Brytanii, Francji, Belgii, Holandii, Niemiec, Danii, Szwecji, Norwegii, Finlandii, Szwajcarii, Austrii, Włoch, Polski, Litwy, Czech, Słowacji, Węgier, Rumunii, Bułgarii, Grecji, Rosji i Bliskiego Wschodu. Na wschód sięga po Kaukaz, Syberię i Pamir.